# SN 2000fs
SN 2000fs – supernowa typu Ia odkryta 6 września 2000 roku w galaktyce NGC 1218. W momencie odkrycia miała maksymalną jasność 18,70m.